# Cliniodes saburralis
Cliniodes saburralis là một loài bướm đêm trong họ Crambidae.